# Johann Philipp von Wessenberg
Baron Johann Philipp von Wessenberg-Ampringen (ur. 28 listopada 1773, zm. 1 sierpnia 1858 we Freiburg im Breisgau) – austriacki polityk i dyplomata, premier Cesarstwa Austriackiego od 18 lipca do 21 listopada 1848.
W roku 1808 poseł w Berlinie, w 1811 w Monachium, w latach 1830–1831 w Hadze, a od czerwca do listopada 1848 MSZ.

## Dzieła
- »Briefe« (2 Bde., 1877)
- Kurt Aland: Die Briefe Johann Philipps von Wessenberg an seinen Bruder. – Freiburg im Breisgau, Basel, Wien: Herder, 1987

## Literatura
- Alfred von Arneth: Johann Freiherr von Wessenberg: ein österreichischer Staatsmann des 19. Jahrhunderts. 2 Bände. – Wien: W. Braumüller, 1898